# Боднарчук Олег Володимирович (режисер)
Олег Володимирович Боднарчук (нар. 25 травня 1980 року, м. Городок, Хмельницька обл.) — український режисер та продюсер. Серед проектів: «Фабрика зірок», «Голос країни», «Різдвяні зустрічі» Алли Пугачової, премія «M1 Music Awards» та інші.

## Життєпис
Олег Боднарчук народився 25 травня 1980 року в м. Городок, Хмельницька області у родині робітників. У школі брав участь у КВК як капітан команди.
У 2002 році закінчив Київський університет культури і мистецтв за спеціальністю «Режисер естради і масових свят» зі ступенем кандидата наук.
У 2002—2004 роках працював у дитячій школі мистецтв на Троєщині, де став завідувач відділенням естрадного мистецтва.
Пізніше працював викладачем Київського університету культури і мистецтв і паралельно працював на «Фабриці зірок — 3».
2011 року переїхав до Москви, де працював на проекті «Фактор-А», «Танці з зірками».
У березні 2019 році відкрив школу режисерів-постановників у Києві.
2020 в друк вийшла книга Олега Болнарчука «Как создать грандиозное шоу».

## Творча діяльність

### Режисер

#### Фабрика Зірок
осінь 2009 р. — режисер-постановник проекту «Фабрика Зірок. 3 сезон»;
весна 2010 р. — режисер-постановник проекту «Фабрика Зірок. Суперфінал» на Новому каналі;

#### Голос Країни
весна 2014 р. — креативний продюсер і режисер-постановник талант-шоу «Голос Країни. Перезавантаження», телеканал 1 + 1;
осінь 2014 р. — креативний продюсер і режисер-постановник талант-шоу "Голос. Діти. 2 сезон ", телеканал 1 + 1;
весна 2015 р. — режисер-постановник талант-шоу "Голос Країни. 5 сезон ";

#### «America's Got Talent»
весна 2015 р. — робота в шоу «America's Got Talent», постановка номера з інтерактивною водною технологією; номер увійшов у топ-10 найкращих номерів проекту.
У 2019 році номер було покладено в основу виступу Pink на музичній премії «BRIT Awards 2019» у Лондоні.

#### Міс Україна
осінь 2015 р. — режисер-постановник «Міс Україна --2015»;
осінь 2016 р. — режисер-постановник «Міс Україна — 2016».

#### «Вар'яти»
весна 2016 р. — режисер-постановник 2 сезонів шоу «Вар'яти» на Новому каналі;

#### Концерти
осінь 2011 р. — режисер-постановник концерту Ф.Кіркорова «Інший», який отримав нагороду як найкраще шоу року на премії «Муз-ТВ»;
зима 2012 р. — режисер-постановник «Різдвяної зустрічі» з Аллою Пугачовою;
весна 2012 р. — режисер-постановник концерту А-Студіо;
весна 2013 р. — режисер-постановник премії «Муз-ТВ»;
осінь 2013 р. — режисер-постановник концертного шоу Ані Лорак «Кароліна»;
зима 2015 р. — режисер-постановник премії «M1 Music Awards»;
весна 2017 р. — режисер-постановник концерт-бенефіс Руслана Квінти;
весна 2017 р. — режисер-постановник сольного концерту Alekseev;
осінь 2017 р.- організатор концерту до 15 років балету Freedom;
весна 2018 р. — режисер-постановник шоу Ані Лорак DIVA;
осінь 2018 р. — режисер-постановник шоу Світлани Лободи Superstar Show;
весна 2019 р. — режисер-постановник премії «Муз-ТВ»;

### Продюсування
зима 2015 — креативний продюсер фільму «Сила кохання та голосу» з Тіною Кароль;

#### ALEKSEEV
У 2014 році почав продюсувати Alekseev (Микиту Алексєєва). Першою успішною композицією виконавця стала пісня «А я пливу» з репертуару Ірини Білик, на яку було знято кліп. У жовтні 2015 року Alekseev представив нову пісню «П'яне сонце». Навесні 2017 року відбувся перший сольний концерт.

### Кліпи
травень 2014 р. — Ані Лорак «Мальви»
травень 2018 р. — ALEKSEEV «Зберіг»
грудень 2018 р. — ALEKSEEV «Як ти там»

## Особисте життя
Одружений зі Світланою Боднарчук. Має трьох синів- Захар, Орест, Єгор.